# 나카스

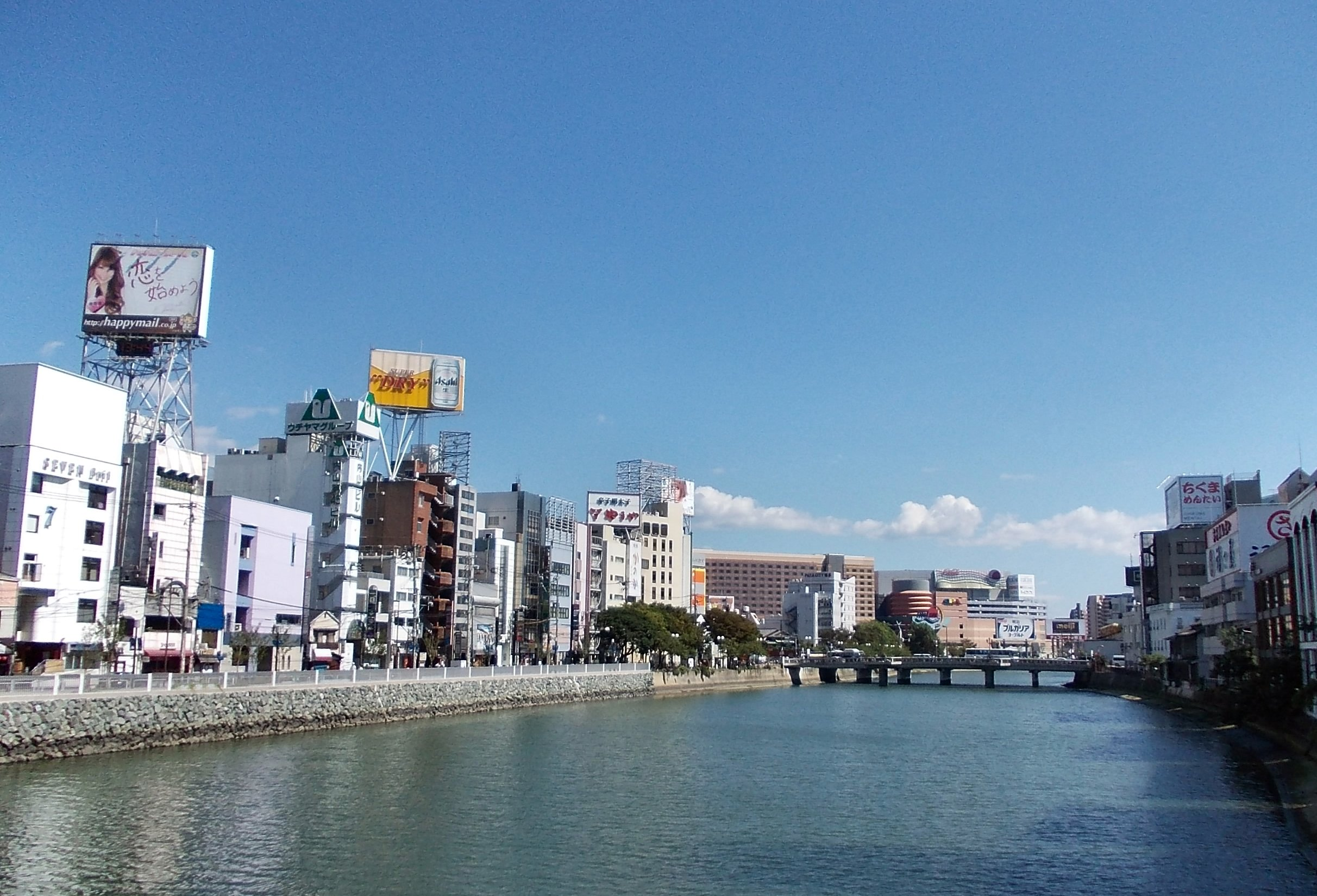
나카스와 나카강

나카스(일본어: 中洲)는 일본 후쿠오카현 후쿠오카시 하카타구의 지명이다. 나카강과 하카타강에 끼인 하중도에 위치한 환락가다. 현행 행정지명은 나카스 잇초메에서 고초메까지 해당한다.